# Okres Świdnik
Okres Świdnik (polsky Powiat świdnicki) je okres v polském Lublinském vojvodství. Rozlohu má 468,97 km² a v roce 2020 zde žilo 71 432 obyvatel. Sídlem správy okresu je město Świdnik.

## Gminy
Městská:
- Świdnik

Městsko-vesnická:
- Piaski

Vesnické:
- Mełgiew
- Rybczewice
- Trawniki

## Města
- Piaski
- Świdnik

## Sousední okresy
| Růžice kompasu | Lublin | Lublin, Łęczna | Łęczna     | Růžice kompasu |
| Růžice kompasu | Lublin | Sever          | Chełm      | Růžice kompasu |
| Růžice kompasu | Lublin | Okres Świdnik  | Chełm      | Růžice kompasu |
| Růžice kompasu | Lublin | Jih            | Chełm      | Růžice kompasu |
| Růžice kompasu | Lublin | Krasnystaw     | Krasnystaw | Růžice kompasu |